# Geno Hartlaub
Geno Hartlaub (Mannheim, 7 giugno 1915 – Amburgo, 25 marzo 2007) è stata una scrittrice tedesca.

## Biografia
Geno (diminutivo di Genoveva) Hartlaub era la figlia dello storico dell'arte e direttore della Kunsthalle di Mannheim Gustav Friedrich Hartlaub. Si diplomò a Heppenheim nel 1934 ma non frequentò l'Università, dopo che il padre fu licenziato dalle autorità naziste. Studiò lingue privatamente, e dal 1938 risiedette per più di un anno in Italia. Con la guerra fu impiegata nella Wehrmacht in qualità di segretaria negli uffici dei comandi militari in Francia e poi in Norvegia. Qui fu arrestata nel 1945 e detenuta per sei mesi in un campo di prigionia.
Tornata in Germania, si stabilì a Heidelberg e fino al 1948 fu segretaria di redazione della rivista «Die Wandlung». Le sue prime prove letterarie, iniziate già durante la guerra, s'intensificarono con l'adesione al Gruppo 47. Negli anni Cinquanta curò la pubblicazione degli scritti del fratello Felix e divenne membro dell'associazione PEN International. Andò poi a vivere ad Amburgo, dove fu membro della Freie Akademie der Künste, oltre che della Deutsche Akademie für Sprache und Dichtung di Darmstadt, e dal 1962 al 1975 lavorò nel giornale «Deutsches Allgemeines Sonntagsblatt».
I suoi romanzi e racconti s'incentrano nella descrizione di fatti e rapporti di vita quotidiana. Nel 1988 ottenne il «Premio Alexander Zinn», nel 1992 il «Premio Irmgard Heilmann» e nel 1995 la «Medaglia Biermann-Ratjen». È morta ad Amburgo nel 2007.

## Opere
- Die Entführung, Wien, 1941
- Noch im Traum. Geschichte des jungen Jakob Stellrecht, Hamburg, 1943
- Anselm, der Lehrling, Hamburg, 1947
- Die Kindsräuberin, Hamburg, 1947
- Die Tauben von San Marco, Frankfurt, 1953
- Der große Wagen, Frankfurt, 1954
- Windstille vor Concador, Frankfurt, 1958
- Gefangene der Nacht, Hamburg, 1961
- Mütter und ihre Kinder, Heidelberg, 1962
- Der Mond hat Durst, Hamburg, 1963
- Die Schafe der Königin, Hamburg, 1964
- Unterwegs nach Samarkand, Hamburg, 1965
- Nicht jeder ist Odysseus, Hamburg, 1967
- Gäste im Stern, Freiburg, 1969
- Rot heißt auch schön, Hamburg, 1969
- Eine Frau allein in Paris, Witten, 1970
- Leben mit dem Sex, Gütersloh, 1970
- Lokaltermin Feenteich, München, 1972
- Wer die Erde küßt, München, 1975
- Das Gör, Hamburg, 1980
- Freue dich, du bist eine Frau, Freiburg, 1983
- Die gläserne Krippe, Freiburg, 1984
- Sprung über den Schatten. Orte, Menschen, Jahre. Erinnerungen und Erfahrungen, Bern, 1984
- Muriel, Bern, 1985
- Noch ehe der Hahn kräht, Freiburg, 1985
- Die Uhr der Träume, Bern, 1986
- Einer ist zuviel, Hamburg, 1989
- Der Mann, der nicht nach Hause wollte, München, 1995